# Anders Andersen
 Der er flere personer med dette navn, se Anders Andersen (flertydig).
Anders Ejnar Andersen (født 1. oktober 1912 på Benzonslyst nord for Grenå, død 13. april 2006 Benzonslyst) var en dansk landmand og politiker for partiet Venstre. Var fra 1960 til 1973 præsident for Landbrugsrådet. Han blev valgt til Folketinget i 1953, som han var medlem af 1953-79 og 1981-84. Han var finansminister (1973-1975) og økonomiminister (1978-1979 og 1982-1987). Han forlod politik i 1987.
Han blev i 1979 udnævnt til Kommandør af 1. grad af Dannebrogsordenen.

## Baggrund
Anders Andersen var stærkt forankret i traditionelle Venstre med en stærk interesse for at varetage landbrugets interesse. Andersen var landbrugets mand og satte organisationsarbejdet højest, hvorfor han først ret sent indtog en plads som en af Venstres ledende skikkelser og blev minister.
Anders Andersen havde i skolen ikke megen sans for skønskrivning - derimod meget for regning og skak. Evnen til det taktiske spil til at regne blev hjørnestene i både hans organisatoriske og politiske liv.
Realeksamen og studentereksamen fik Anders Andersen ikke. Faderen ville, at Anders Andersen skulle overtage gården Benzonslyst, og så var en landbrugsfaglig uddannelse mere på sin plads. Det blev på Askov Højskole, hvor unge Anders Andersen dog også tog nationaløkonomi som særfag og skrev afslutningsopgave om Guldfoden.

## Politisk karriere
Anders Andersen stillede i slutningen af 1940'erne op til Folketinget uden at blive valgt, men gik så i stedet ind i lokalpolitik og blev medlem af sognerådet i Karlby-Voldby. I 1953 blev Anders Andersen valgt til Folketinget for Venstre og fik således lejlighed til at stemme for forslaget til ny grundlov, der var blevet vedtaget af den tidligere Rigsdag og godkendt ved en folkeafstemning.
Anders Andersen var ikke det mest talende medlem af Folketinget, men han blev med sin rolige tilgang ofte den, der kunne skabe en fælles linje og enighed om det praktiske. I forbindelse med Venstres efterhånden noget tyndlidte forhold til tidligere finansminister Thorkil Kristensen var det således Anders Andersen, der skulle søge at forlige parterne. Det lykkedes dog ikke, og Thorkild Kristensen forlod Folketinget til fordel for den ansete post som Generalsekretær for OECD i Paris.
Men det var nok så meget organisationsarbejdet, der trak. I 1959 blev Anders Andersen formand for Foreningen af Jyske Landboforeninger, og i 1960 formand for den landsdækkende organisation Landbrugsrådet. Landbrugsrådet var en meget magtfuld organisation og Anders Andersen kom hurtigt på en alvorlig prøvelse, da landbruget iværksatte et leveringsstop som pression for bedre afsætningsvilkår. Leveringsstoppet blev iværksat, men Andersen Andersen afholdt hemmelige møder med statsminister Viggo Kampmann om løsning af konflikten, som også blev realiseret - til en pris på 450 mio. kr. for staten.
I 1968 var Anders Andersen på tale som landbrugsminister i VKR regeringen, men han afviste tilbuddet - han ville ikke samtidig være formand for en interesseorganisation og regeringens ansvarlige på området.
Anders Andersen kom op gennem 60'erne tilsvarende godt ud af det med Jens Otto Krag som statsminister med hvem han også opnåede et fortrolig forhold og sikring af landbrugets som blev stadig vanskeligere op gennem 1960'erne.
Anders Andersen var ivrig tilhænger af Danmarks indtræden i Fællesmarkedet.
Efter Jens Otto Kraghs afgang som statsminister overtog Anker Jørgensen statsministerposten, men efter jordskredsvalget i december 1973 dannede Poul Hartling en ren Venstreregering, og Anders Andersen trådte her til som finansminister, idet han samtidig frasagde sig alle sine tillidsposter i landbruget.
Anders Andersen var ganske i ro med at tage ansvaret for Danmarks finanser i et godt samarbejde med sine embedsmænd. Anders Andersen bragte ud over sin afhandling om Guldfoden fra Højskoletiden også mange års erfaring som organisationsmand med sig, og han havde tæft for det strategiske og taktiske spil til at skabe forståelse og samspil. Men den smalle regering havde svære kår, og da en Helhedsplan i slutningen af 1974 ikke kunne få opbakning i Folketinget, udskrev Poul Hartling valg. Venstre gik frem, men der kunne stadig ikke findes flertal for planen og resultatet blev, at Anker Jørgensen igen overtog statsministerposten.
I 1978 indgik Venstre igen i regeringen. Denne gang ved en udvidelse af den socialdemokratisk ledede regering, hvor Venstres formand, Henning Christoffersen blev udenrigsminister, mens Anders Andersen blev økonomiminister og skatteminister. Regeringssamarbejdet varede i godt et år, hvor det knagede men dog fungerede. Efter et i øvrigt succesfuldt valg for både Venstre og Socialdemokratiet i 1979, som gav dem et snævert flertal, så dannede Socialdemokratiet dog igen en mindretalsregering. Anders Andersen havde gerne set en forsættelse af regeringssamarbejdet, som han mente skulle have mere tid for at kunne komme til at fungere rigtigt.
I 1982 opgav Anker Jørgensen statsministerposten og Poul Schlüters Firkløverregering overtog regeringsmagten med Anders Andersen som økonomiminister, idet Henning Christoffersen blev finansminister. Det blev en tid med store udfordringer og tilpasninger, inklusive skattereformen, der døbtes Kartoffelkuren af folkeviddet. Ministerposten holdt Anders Andersen frem til valget i 1987, hvor han ikke genopstillede til Folketinget og havde meddelt formanden for Venstre, Uffe Ellemann, at han ikke ønskede at fortsætte som minister. 
Anders Andersen fandt, at han med sine meget snart 75 år og mere en 30 år i Folketinget kunne tillade sig at trække sig tilbage til sin fødegård Benzonslyst med tid til at drive landbrug og spille skak.